# Winnetou – Das Vermächtnis
Winnetou – Das Vermächtnis ist ein Freilichtspiel, das Pierre Brice als Collage aus Karl-May-Motiven für seine Abschieds-Saison in Bad Segeberg schrieb.

## Inhalt
Das Vermächtnis ist ein Stück aus der Feder von Pierre Brice, in dem Winnetou schon tot ist und nur in immer wiederkehrenden Rückblenden und zum Schluss des Stücks als „Vision“ erscheint. Es beginnt unmittelbar nach dem Tod Winnetous: Sam Hawkens führt einer international gemixten Kinderschar die wichtigsten Ereignisse aus dem Leben des großen Indianers noch einmal vor Augen.
Nach Karl May hätte sich prinzipiell angeboten, den Band Winnetous Erben als Vorlage zu nutzen – Pierre Brice hat jedoch nur ganz grob und kurz in Band 33 der Gesammelten Werke geblickt – oder vieles übersehen. Was die Segeberger Karl-May-Besucher erwartete, war größtenteils ein Remake-Mix aus Szenen der Winnetou-Filme, in denen Brice in den 60er Jahren erfolgreich gespielt hatte.
So wurde Winnetous „Karriere“ nochmal eingehend beleuchtet: Diesmal sah man in Freilichtbühnenfassung, wie Winnetou (damals wie 1991 Pierre Brice) auf Old Shatterhand (damals Lex Barker, 1991: Hermann Giefer) und seine Freunde mit Sam Hawkens (damals wie 1991 Ralf Wolter) trifft, wie sich Nscho-Tschi (damals Marie Versini, 1991: Dora Nagy) in Shatterhand und Winnetou in Ribanna (damals Karin Dor, 1991: Stephie Kindermann) verliebt.
Im Groben war das zwar Karl May, doch die Szenen waren bis aufs Wort aus den Spielfilmen übernommen worden. Was zur Folge hatte, dass das Stück im Detail viel von Karl May einbüßen musste, denn auch die Karl-May-Filme waren damals schon sehr freizügig mit Karl May umgegangen.
Höhepunkt des Stücks war ein grandios in Szene gesetzter und von Wilfried Zander konzipierter Action-Überfall der Apachen auf das Eisenbahnercamp. Minutenlang war auf der Bühne überall etwas zu sehen; viel Bewegung und atemberaubende Action beeindruckten.
In der Rahmenhandlung tauchten zwar ganz Karl-May-gemäß Winnetahs und Winnetous auf – im Großen und Ganzen aber hatte Pierre Brice an May vorbeigeschrieben.

## Sonstiges
Das Stück hatte 317.000 Besucher und dieser Besucherrekord wurde erst nach 18 Jahren gebrochen.
Das Programmheft hatte auf 32 Seiten 43 Farbfotos der Darsteller und Szenenfotos aus der Inszenierung und enthielt ein farbiges Faltposter von Pierre Brice.

## Presseecho
„Langatmiges Vermächtnis – Viel Palaver, wenig Action und mitunter zweifelhafter Humor prägen ,Winnetou – das Vermächtnis‘, das viele der fast 7.000 Premieren-Gäste als Kitsch, Klamauk, Klamotte beurteilten. Schade, denn zum 40jährigen Jubiläum der Karl-May-Spiele sind großartige Schauspieler aufgeboten. Pierre Brice ist vor allem als Autor, Regisseur und lebende Legende, nicht aber als Hauptdarsteller zum Kalkberg zurückgekehrt. Der heißt nun Ralf Wolter. Als Sam Hawkens hält der 62jährige hervorragend das rund zweieinhalbstündige Stück zusammen, das zwar einige Höhepunkte aufweist, einen echten Spannungsbogen allerdings vermissen läßt. Fast schon überladen wirkt dagegen der großartig gelungene, dramaturgische Höhepunkt vor der Pause: An mehreren Stellen gleichzeitig wird geschossen, gerungen und gesprengt. Viel Bewegung herrscht auch, als die Bewohner von Helldorf-Settlement in der Arena tanzen. Vor der ,Bürgermeisterei‘ wiegen sich die Darsteller zu Schuhplattler und dem Sauflied ,In München steht ein Hofbräuhaus‘. Paßt das nicht eher in das Heuboden-Lederhosen-Programm von RTL als in den hohen Norden, geschweige denn in die Wild-West-Romantik Karl Mays?“

„Lange Gesichter beim Vermächtnis – Die Premiere von ,Winnetou – Das Vermächtnis‘ riß Pierre Brice' Fans wie erwartet in den gewohnten Begeisterungstaumel; doch beim Rest des Publikums gab es eher betretene Gesichter. Wen stört's, daß Karl May in seiner Radebeuler Gruft ins Rotieren gerät, wenn in Bad Segeberg die Winnetou-Spiele beginnen – er wäre nicht der erste Autor, in dessen literarischen Vorlagen andere rumfuhrwerken. Doch mit bayrischer Volksmusik, Negerkindern im Dirndl und anderen platten Ulk-Nummern verkommen die Western-Spiele zur reinen Posse. Geboten wurde nur Langatmiges. (…) Sam Hawkens unternimmt Reisen in die Vergangenheit. Dicker Kunst-Nebel wabert durch das Stadion. Wenn Ralf Wolter, der mit den Kindern großartig harmoniert, an dem malerischen toten Baumstamm ins Erzählen kommt, ist das wie Disneyland, wie aus einem schönen Märchen. Man möchte sich dazu setzen und dem netten und witzigen Onkel mit der Perücke zuhören. Und dann endlich tritt Winnetou auf. Die bisher etwas nebulöse Handlung klart im Wortsinne auf. Heftige Actionszenen, viel Pulverdampf schöne Explosionen – endlich ,richtig‘ Wilder Westen.“

„Götterdämmerung – An der Handlung des Stückes läßt sich eigentlich nicht viel aussetzen, denn das Stück hat keine Handlung. (…) Sam Hawkens' Zuhörer sind Kinder: rote, weiße und schwarze aus dem benachbarten Helldorf-Settlement und dem Komantschendorf, wohin das Geschehen auch immer wieder überspringt, jedoch bloß, um es im höchsten Grade ins Lächerliche zu ziehen. Denn wer kann sich schon mit bayrischer Volksmusik, ewigem Rumgetanze mit Schuhplattler-Einlagen und Massa Bobs Chaoten-Familie und einer Invasion Kiddies anfreunden? Und was zum Teufel hat das mit Karl May zu tun? Mit dem hat das ganze Stück außer ein paar Namen nichts gemein, es sind schließlich die Filme, nicht die Bücher, derer sich Pierre Brice als Autor da so fleißig bemächtigte. Der Überfall ist große Klasse, jede Menge los, die gesamte Bühne wurde miteinbezogen. Danach: endlich Pause! Etliche Leute gingen heim …“

## Quelle
- Eintrag im Karl-May-Wiki